# Moenkamp
Moenkamp ist ein Wohngebiet im Bielefelder Ortsteil Altenhagen, der ein Stadtteil im Stadtbezirk Heepen ist. Statistische Zahlen zur Einwohnerzahl liegen nicht vor. Die Siedlung entstand in den 1980er Jahren im Rahmen des sozialen Wohnungsbaus.
Die zentrumsferne Siedlung mit vielen Grünflächen liegt am Ortsrand von Altenhagen in ländlicher Umgebung. Die Wohngebäude mit vielfach roten Ziegelsteinfassaden stehen in
Blockbauweise. Die Wohnungen gehören einer Bielefelder Wohnungsbaugenossenschaft und sind überwiegend Sozialwohnungen. Die Endstation der Stadtbahn-Linie 2 ist fußläufig erreichbar. Die Siedlung ist ein von der Stadt Bielefeld ausgewiesener sozialer Brennpunkt.